# Brug 1217
Brug 1217 en Brug 1218 zijn bouwkundige kunstwerken in Amsterdam-Zuidoost.
Alhoewel de brugnummers wijzen op een opbouw in de jaren zeventig, dateren de bruggen uit 2010. Het Nelson Mandelapark onderging toen na verwaarlozing en jaren planning een ingrijpende vernieuwing. Daarbij kreeg het een andere indeling. Dit betekende ook dat er een extra vijver werd gegraven in de zuidwesthoek met verbindingen naar de afwateringstocht van het gehele park. Op die plek lag echter in het originele park een voetpad dat van noord naar zuid aan de rand van het park liep. Om dat voetpad haar functie te laten behouden werden er over die verbindingen twee voetbruggen gelegd: Brug 1217 en brug 1218. Ze zijn ontworpen door Mecanoo, die de gehele herinrichting van het park verzorgde en gefabriceerd bij Haasnoot Bruggen. Zij kwamen voor bruggen en toegangen met metalen frames met sierlijke lintmotieven daartussen; ze vormen alle een eenheid binnen het park, zie bijvoorbeeld ook Albert Helmanbrug (brug 1231). Alhoewel de linten in goudkleur zijn uitgevoerd, vallen de bruggen op enige afstand niet meer op in het landschap. 

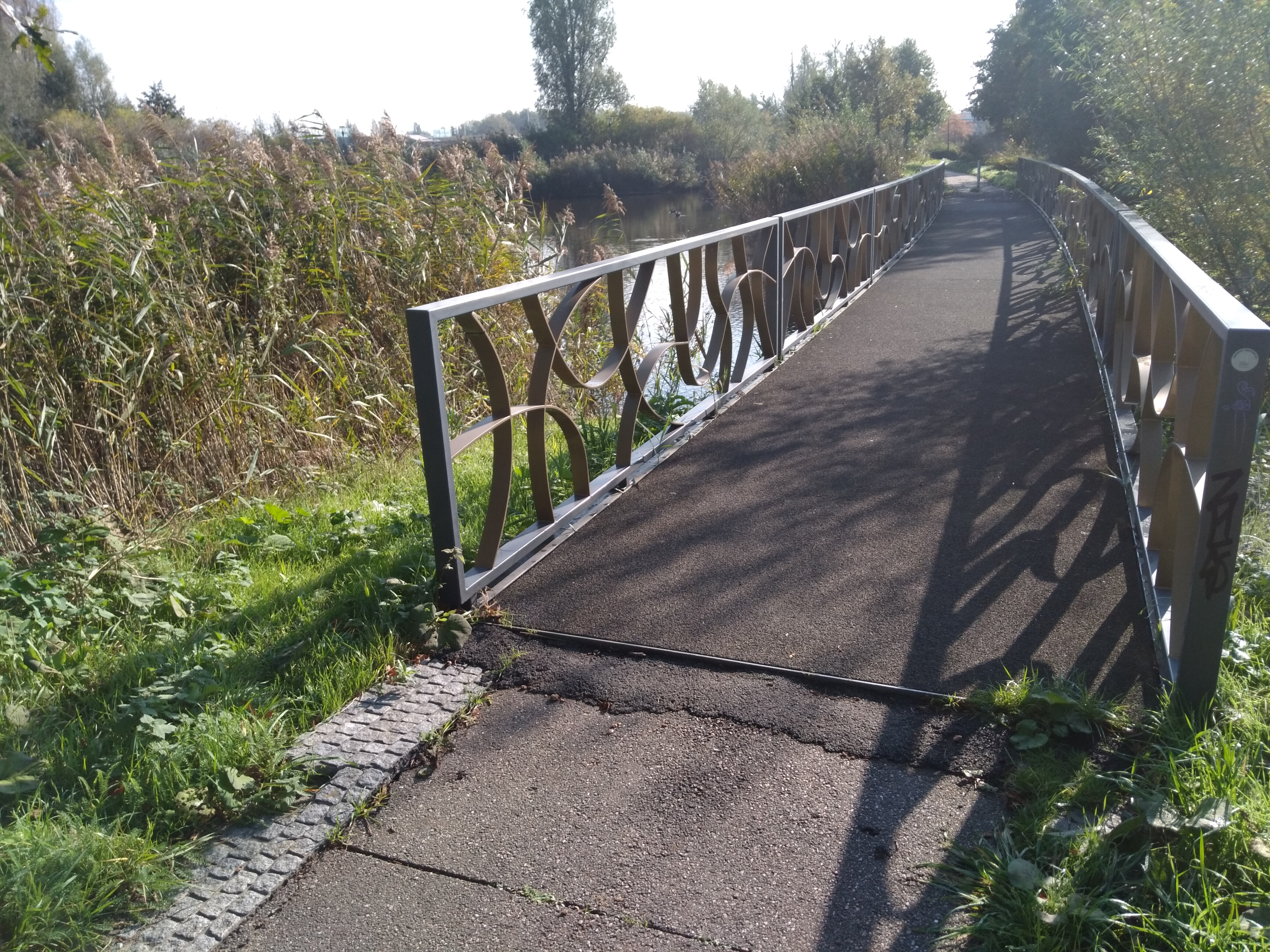
Brug 1218 (oktober 2020)

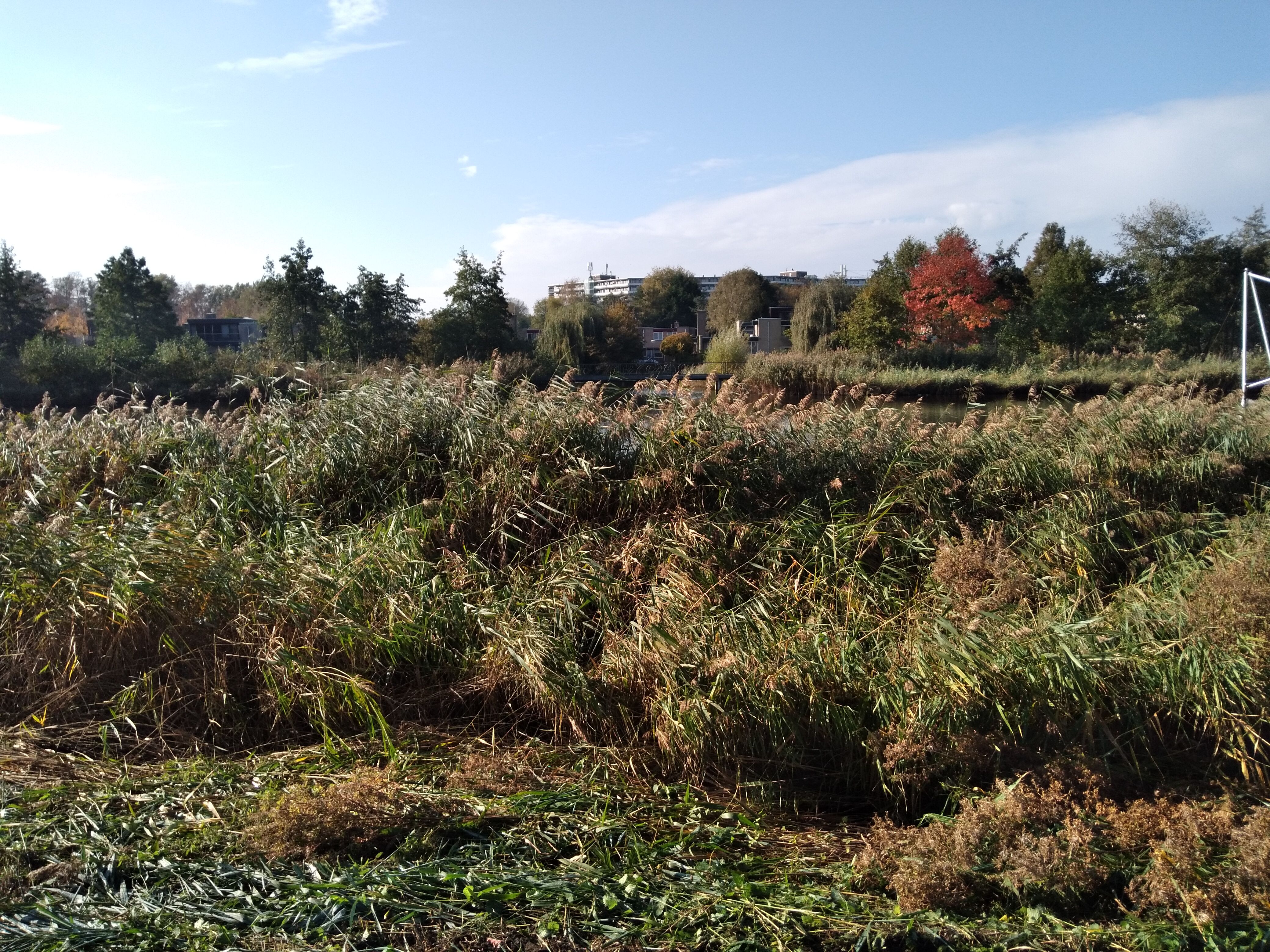
Brug 1218 valt niet op in landschap (in het midden) (oktober 2020)

<<< · 1201 · 1207 · 1208 · 1209 · 1210 · 1211 · 1212 · 1213 · 1216 · 1217 · 1218 · 1219 · 1220 · 1221 · 1223 · 1224 · 1230 · 1231 · 1246 · 1259 · 1260 · 1261 · 1263 · 1264 · 1265 · 1266 · 1267 · 1268 · 1269 · 1270 · >>>
Brugnummers 1200, brug 1202 (Ouder-Amstel), 1203-1206, 1214, 1215, 1222, 1225-1229, 1232-1245, 1247-1258, 1262 en 1271-1299 zijn niet (meer) in gebruik.